# 辰野町立川島小学校
辰野町立川島小学校（たつのちょうりつかわしましょうがっこう）は、長野県上伊那郡辰野町横川にある公立小学校。2025年3月をもって閉校となり、辰野町立辰野西・東小学校へ統合された。
2021年9月1日の時点で児童数11名であり、1・2年、3・4年、5・6年の複式学級で3学級が編成されていた。2022年12月時点でも児童数11名で、その半数ほどは、小規模特認校制度により、地区外から通っている生徒であった。

## 沿革
- 1873年 - 学制の施行を受け、横川村と上島村に官立の学校4校（横川学校、鳳鳴学校、化成学校、誠明学校）が開学[4]。
- 1875年/1876年 - 再編を経て、三里学校と中三里学校の2校となる[4]。
- 1885年 - 小野学校の管下に入り、三里学校は横川支校、中三里学校は上島派出所となる[4]。
- 1889年4月1日 - 町村制施行により、川島村が成立し、川島小学校と川島小学校上島分校となる[4]。
- 1907年 - 川島尋常高等小学校となる[4]。
- 1941年 - 川島国民学校となる[4]。
- 1947年 - 学制改革により川島村立川島小学校と川島村立川島中学校になる[4][5]。
- 1956年9月30日 - 川島村が辰野町に編入され、川島村立川島小学校は辰野町立川島小学校となる[4]。
- 1957年 - 上島分校を廃止[4][6]。
- 1963年12月15日 - 校歌と校章を制定[7]。
- 1980年 - 校舎全面改築[4]。
- 2012年 - 通学区特例校となる[4]。
- 2022年12月15日 - 辰野町議会が川島小学校の廃止を決定[2]。
- 2023年 - 開校150周年ソング「150の希望」を作成[4]。
- 2024年10月19日 - 川島小学校閉校記念式典[8]。
- 2025年3月18日 - 最後の卒業証書授与式、および、閉校式・閉校記念誌除幕式を挙行[1]。
- 2025年3月31日 - 年度末をもって閉校[1]、辰野町立辰野西小学校へ統合。